# Rekhemse IJzermolen
De Rekhemse IJzermolen was de eerste ijzermolen en daarmee het eerste vroeg-industriële hoogovenbedrijf in Nederland. Het bevond zich in de buurtschap Rekhem nabij Gaanderen en niet ver van Doetinchem gelegen. Het was een onderslagmolen.

## Geschiedenis
Het bedrijf dateert van kort na 1689 en bevond zich op de Bielheimerbeek nabij Doetinchem. Reeds eerder had hier een watermolen gestaan, en wel die van het 12e-eeuwse Klooster Bethlehem of Bielheim, dat echter, tezamen met de watermolen, bij het begin van de Tachtigjarige Oorlog was verwoest.
In genoemd jaar vroeg Josias Olmius een vergunning aan om te mogen ontdecken, soecken ende reduceren sodaene minerael van ijser ende alle andere mineraliën, als hij aldaer sal konnen vinden, dienstig om iser te gieten. Gebruik werd gemaakt van het plaatselijk aanwezig ijzeroer. Ook de benodigde houtskool werd nog geproduceerd uit de plaatselijke bossen. In 1691 kwam de ijzerhut in werking. Er ontstond ruzie met Frederik Johan van Baer omtrent het waterpeil in de beek en het graven van oer, dat de landerijen zou bederven. Deze nieuw geïnventeerde ijsermakerie was ook voorzien van een ijzergieterij. Er werden handgranaten, bommen en kogels voor het leger vervaardigd, alsmede huishoudelijke voorwerpen.
Het bedrijf werd in 1794 eigendom van de voormalige pachters Geert Janssen en Willem de Haas en ging verder onder de naam Janssen & De Haas. Zij verplaatsten het bedrijf naar Laag-Keppel. Als nevenbedrijf bleef de Rekhemse IJzerhut nog actief tot 1809. Slechts de stuw bleef gehandhaafd en werd eigendom van de stad Doetinchem. In 1952 werd nog paalwerk van de watermolen aangetroffen, en in 1977 kwamen enkele mallen van Bentheimer zandsteen tevoorschijn, alsmede enkele coquilles waarin mortierbommen werden gegoten. Deze zijn verwerkt in een monument dat te Rekhem is geplaatst.
De geschiedenis van de Rekhemse IJzermolen vindt zijn vervolg in die van de Keppelsche IJzergieterij.